# Tolbutamide
Tolbutamide là thuốc chẹn kênh kali thế hệ đầu tiên, thuốc hạ đường huyết sulfonylurea đường uống. Thuốc này có thể được sử dụng trong quản lý bệnh tiểu đường loại 2 nếu chế độ ăn một mình không hiệu quả. Tolbutamide kích thích sự tiết insulin của tuyến tụy.
Nó không được sử dụng thường xuyên do tỷ lệ tác dụng phụ cao hơn so với các sulfonylurea thế hệ thứ hai mới hơn, như Glibenclamide. Nó thường có thời gian tác dụng ngắn do quá trình trao đổi chất nhanh, do đó an toàn khi sử dụng ở người lớn tuổi.
Nó được phát hiện vào năm 1956.

## Tác dụng phụ
1. Hạ đường huyết
2. Tăng cân
3. Quá mẫn: dị ứng chéo với sulfonamid
4. Tương tác thuốc (đặc biệt là thuốc thế hệ thứ nhất): Tăng đường huyết khi dùng cimetidine, insulin, salicylat và sulfonamid

Salicylates thay thế tolbutamide từ vị trí gắn kết của nó trên các protein liên kết trong huyết tương dẫn đến tăng nồng độ tolbutamide tự do, do đó gây sốc hạ đường huyết.

## Lịch sử
Orinase được phát triển bởi Upjohn Co. tại thời điểm điều trị y tế chính cho bệnh tiểu đường là tiêm insulin. Eli Lilly đã có một khóa trên thị trường để sản xuất insulin vào thời điểm đó. Orinase, giống như các phương pháp điều trị khác đối với các loại thuốc được phát hiện bởi các dấu hiệu cận lâm sàng thay vì các dấu hiệu có thể quan sát được trên lâm sàng hoặc các triệu chứng được báo cáo của bệnh nhân, được hưởng lợi từ việc tăng độ nhạy và khả năng kiểm tra đường huyết. Milton Moskowitz (biên tập viên năm 1961 của ngành công nghiệp dược phẩm và mỹ phẩm) tuyên bố giới thiệu Orinase, "mở rộng toàn bộ thị trường bằng cách đưa bệnh nhân tiểu đường chăm sóc y tế trước đây không được điều trị."  Nó đã làm điều này bằng cách thay đổi suy nghĩ về bệnh tiểu đường thậm chí nhiều hơn insulin. Điều trị căn bệnh mãn tính này không còn được xem là sự chậm lại của "thoái hóa không thể chữa khỏi", mà thay vào đó được xem qua "một mô hình giám sát và phát hiện sớm".
Orinase và các sulfonylurea khác xuất hiện từ nghiên cứu dược phẩm châu Âu về kháng sinh, đặc biệt là từ những nỗ lực phát triển các hợp chất sulfa. Một trong những ứng cử viên cho một loại kháng sinh sulfa mới có tác dụng phụ nghiêm trọng trong các thử nghiệm lâm sàng tại Đại học Montpellier bao gồm mất điện, co giật và hôn mê, tác dụng phụ không được quan sát với bất kỳ loại thuốc nào khác trong đoàn hệ sulfa. Một nhà nghiên cứu insulin tại cùng một trường đại học đã nghe về những tác dụng phụ này và công nhận chúng là kết quả phổ biến của hạ đường huyết. Nhóm thuốc thu được để hạ đường huyết được gọi là sulfonylureas, bắt đầu với Orinase và ngày nay vẫn được sử dụng dưới dạng khác.
Thật không may cho bệnh nhân tiểu đường phụ thuộc vào insulin để điều trị cho tình trạng của họ, nghiên cứu này tại Montpellier đã xảy ra vào đầu những năm 1940 và đã bị gián đoạn đáng kể bởi sự chiếm đóng của Pháp ở Pháp trong Thế chiến II. Việc phát triển các hợp chất này đã được các công ty dược phẩm của Đức tiếp quản, rõ ràng là không phù hợp để chia sẻ tiền thưởng của họ với các quốc gia mà họ đang tiến hành chiến tranh. Nghiên cứu của Đức lần lượt bị gián đoạn bởi thất bại của Đức năm 1945 và sự phân chia của Đức thành Đông và Tây Đức. Các sulfonylureas đã bị mắc kẹt ở Đông Đức. Năm 1952, một người nào đó đã chuyển một mẫu đến một công ty dược phẩm Tây Đức và nghiên cứu được tiếp tục. Các thử nghiệm lâm sàng ở bệnh nhân tiểu đường bắt đầu vào năm 1954 tại Berlin. Năm 1956, hai loại sulfonylureas khác nhau đã được đưa ra thị trường ở Đức dưới tên thương mại Nadisan và Rastinon. Các công ty dược phẩm của Mỹ trong thời kỳ hậu chiến đã tìm cách thiết lập quan hệ kinh doanh với tàn dư của các đại gia dược phẩm Đức bị suy yếu do chiến tranh và phân vùng của Đức. Upjohn (có trụ sở tại Kalamazoo cho đến khi được Pharmacia mua vào những năm 1990) đã thực hiện các giao dịch với Hoechst, nhà sản xuất Rastinon. Kết quả là một thỏa thuận cấp phép chéo đã tạo ra Orinase.
Upjohn đã đứng ra để mở ra một lĩnh vực điều trị bệnh tiểu đường hoàn toàn mới, với một thị trường tích hợp và bền vững, tức là dân số bệnh nhân. Giống như hai công ty Đức đã đưa sulfonylureas ra thị trường trong cùng một năm, Upjohn phát hiện Eli Lilly đã bắt đầu thử nghiệm lâm sàng cho carbutamide, một loại thuốc hạ đường huyết đường uống khác. Upjohn đã thúc đẩy các thử nghiệm lâm sàng quy mô lớn từ năm 1955-1957, tuyển sinh hơn 5.000 bệnh nhân tại nhiều địa điểm.
Công thức của Upjohn được ưa thích khi công thức Lilly chứng minh bằng chứng về độc tính trong các thử nghiệm song song tại Joslin Clinic. Lilly đã kéo carbutamide và tạm dừng phát triển, để lại lĩnh vực mở cho Upjohn đưa ra thị trường phương pháp điều trị mới. Năm 1956, Upjohn đệ trình phê duyệt từ Cục Quản lý Thực phẩm và Dược phẩm. Jeremy A. Greene đã tìm thấy kích thước của ứng dụng - 10,580 trang trong 23 tập với 5.786 trường hợp báo cáo - là cần thiết để "hiển thị những cải thiện tương đối nhỏ được cung cấp trong các dạng bệnh tiểu đường ít nghiêm trọng hơn". Thật vậy, Orinase được Upjohn bán trên thị trường không phải là thuốc chữa bệnh cho tất cả bệnh nhân tiểu đường, mà cụ thể là một phương pháp điều trị "không phải là insulin uống" và "không có tác dụng đối với tất cả bệnh nhân tiểu đường". Đó là những chỉ dẫn tiếp thị được trao cho nhân viên bán hàng của Upjohn. Theo chỉ định của ứng dụng FDA, Orinase đã được chứng minh là "không có hiệu quả trong bệnh tiểu đường nặng, nhưng chỉ trong những trường hợp nhẹ hơn của bệnh."  Orinase là một trong những nhóm thuốc mới (bao gồm cả phương pháp điều trị tăng huyết áp và tăng cholesterol máu) nhằm mục đích mang lại lợi ích cận biên so với các phương pháp điều trị hiện tại cho những bệnh nhân trước đây không phải là thị trường mục tiêu của dược phẩm. Khi xét nghiệm đường huyết để chẩn đoán bệnh tiểu đường ngày càng lan rộng, một tác dụng phụ gây tò mò đã xảy ra: bởi vì xét nghiệm đường huyết không hoàn toàn dứt khoát trong chẩn đoán bệnh tiểu đường, nhiều người đã được xét nghiệm biên giới về tình trạng đường huyết của họ. Những người ở biên giới này có thể được coi là có nguy cơ mắc bệnh tiểu đường - tiền tiểu đường. Bệnh nhân đái tháo đường có lượng đường trong máu tăng, nhưng lượng đường trong nước tiểu bình thường (glycosuria). Upjohn đã nhìn thấy một cơ hội để hưởng lợi và chắc chắn tiếp thị cho sự mở rộng lớn hơn của dân số bệnh nhân tiểu đường, vượt xa cả "bệnh nhân tiểu đường ẩn" được tiết lộ bởi các chiến dịch y tế công cộng trước đó. Upjohn cũng tìm thấy một cách sử dụng mới cho Orinase: như một chẩn đoán. Chẩn đoán Orinase đã được thêm vào dòng sản phẩm Orinase và vào năm 1962, được bán như một phương tiện phát hiện tiền tiểu đường trong đó phản ứng bất thường với Orinase sau khi dùng cortisone trong "thử nghiệm căng thẳng" có thể được thực hiện để chỉ ra tiền tiểu đường. Do đó, Orinase không chỉ phục vụ để phát hiện một quần thể bệnh nhân bị che giấu trước đó, mà còn phát hiện ra một quần thể bệnh nhân rất có thể quan tâm đến Orinase như một phương pháp điều trị cho bệnh tiền tiểu đường mới được chẩn đoán của họ. Đến cuối những năm 1960, Orinase Chẩn đoán đã bị thu hồi và thuốc trở lại mục đích điều trị. Vào thời điểm đó, tiền tiểu đường đã trở thành một tình trạng có thể chẩn đoán và điều trị được, điều này đã làm tăng đáng kể thị trường cho Orinase.
Orinase bắt đầu rơi ra khỏi ủng hộ tháng 5 năm 1970 khi prediabetics không có triệu chứng trên phác đồ dài hạn của Orinase bắt đầu xem các báo cáo tin tức (bắt đầu với Washington Post) mà Orinase có thể có tác dụng phụ nghiêm trọng bao gồm cả tử vong do các vấn đề tim mạch, theo một dài học kỳ. Trong nhiều trường hợp, bệnh nhân đã biết về điều này trước các bác sĩ của họ, và cả trước khi FDA có thể khuyên nên dán nhãn lại thuốc hoặc đề nghị thay đổi cách sử dụng phù hợp. Câu hỏi về việc Orinase có làm hay không làm tăng các vấn đề về tim mạch chưa được giải quyết một cách thuyết phục. Kết quả là Orinase và các phương pháp điều trị y tế khác cho bệnh tiểu đường đã bị FDA "quay lưng" và các học viên cố gắng tập trung vào các bệnh nhân có triệu chứng mà nguy cơ điều trị có thể được cân bằng bởi các triệu chứng của bệnh.
Pharmacia và Upjohn (hiện đã sáp nhập) đã ngừng sản xuất Orinase vào năm 2000, mặc dù một loại thuốc generic vẫn có sẵn và đôi khi được sử dụng.

## Hậu quả lịch sử
Lịch sử của tolbutamide đã có tác dụng lâu dài đối với y học và ngành công nghiệp dược phẩm. Bệnh nhân ngày nay vẫn được chẩn đoán mắc bệnh tiểu đường, nhiều người trong số họ cố gắng trì hoãn sự khởi phát của bệnh tiểu đường thông qua thay đổi chế độ ăn uống và lối sống, nhưng nhiều người cũng có lựa chọn dùng metformin, chứng minh giảm 31% tỷ lệ mắc bệnh tiểu đường trong ba năm giả dược. Mặc dù ấn tượng, nhánh điều chỉnh lối sống của cùng một thử nghiệm đã chứng minh giảm 58%.